# Список сохранившихся русских пушек до 1700 года
Список сохранившихся русских пушек до 1700 года — список сохранившихся орудий артиллерии (наряда, снаряда), изготовленных (отлитых), до 1700 года, в России.
| Тип      | Наименование                    | Изображение | Год изготовления  | Имя мастера-литейщика          | Во время правления царя                  | Место нахождения |
| -------- | ------------------------------- | ----------- | ----------------- | ------------------------------ | ---------------------------------------- | --- |
| Пищаль   |                                 |             | к. XIV — н. XV вв |                                |                                          | город Санкт-Петербург, Артиллерийский музей                                                                                           |
| Пищаль   |                                 |             | 1491              | Яков                           | Иван III Васильевич                      | г. Санкт-Петербург, Артиллерийский музей                                                                                              |
| Гаубица  |                                 | 1542        | Игнатий           | Иван IV Васильевич             | г. Санкт-Петербург, Артиллерийский музей | |
| Гаубица  |                                 |             | XVI век           |                                | Иван IV Васильевич (Грозный)             | г. Санкт-Петербург, Артиллерийский музей                                                                                              |
| Пищаль   | «Три Аспида»                    |             | сер. XVI века     |                                | Иван IV Васильевич                       | г. Санкт-Петербург, Артиллерийский музей                                                                                              |
| Пушка    |                                 |             | 1550—1565         | Кашпир Ганусов                 | Иван IV Васильевич                       | г. Санкт-Петербург, Артиллерийский музей                                                                                              |
| Пищаль   |                                 |             | 1555—1563         | Богдан                         | Иван IV Васильевич                       | Польша, г. Гданьск, Гданьский центральный морской музей                                                                               |
| Пищаль   |                                 |             | 1563              | Богдан                         | Иван IV Васильевич                       | г. Санкт-Петербург, Артиллерийский музей                                                                                              |
| Пищаль   | «Инрог»                         | 1577        | Андрей Чохов      | Иван IV Васильевич             | г. Санкт-Петербург, Артиллерийский музей | |
| Пищаль   | «Онагр»                         |             | 1581              | Кузьмин                        | Иван IV Васильевич                       | г. Москва, Арсенал Московского кремля                                                                                                 |
| Пищаль   | «Волк»                          |             | 1577 и 1579       | Андрей Чохов                   | Иван IV Васильевич                       | Швеция, музей замка Грипсхольм |
| Бомбарда | «Царь-пушка»                    |             | 1586              | Андрей Чохов                   | Фёдор I Иванович                         | г. Москва, Ивановская площадь |
| Мортира  | «Егуп»                          |             | 1587              | Андрей Чохов                   | Фёдор I Иванович                         | г. Санкт-Петербург, Артиллерийский музей                                                                                              |
| Пищаль   | «Лев»                           |             | 1590              | Андрей Чохов                   | Фёдор I Иванович                         | г. Санкт-Петербург, Артиллерийский музей                                                                                              |
| Пищаль   | «Скоропея» («Сердитая», «Злая») |             | 1590              | Андрей Чохов                   | Фёдор I Иванович                         | г. Санкт-Петербург, Артиллерийский музей                                                                                              |
| Пушка    | «Аспид»                         |             | 1590              | Андрей Чохов                   | Фёдор I Иванович                         | г. Москва, Арсенал Московского кремля                                                                                                 |
| Пушка    | «Троил»                         |             | 1590              | Андрей Чохов                   | Фёдор I Иванович                         | г. Москва, Арсенал Московского кремля                                                                                                 |
| Пищаль   | «Медведь»                       |             | 1590              | Семён Дубинин                  | Фёдор I Иванович                         | г. Санкт-Петербург, Артиллерийский музей                                                                                              |
| Пищаль   | «Свиток»                        |             | 1591              | Семён Дубинин                  | Фёдор I Иванович                         | г. Санкт-Петербург, Артиллерийский музей                                                                                              |
| Мортира  |                                 |             | 1605              | Андрей Чохов, Проня Фёдоров    | Лжедмитрий I                             | г. Санкт-Петербург, Артиллерийский музей                                                                                              |
| Пищаль   | «Царь Ахиллес»                  |             | 1617              | Андрей Чохов                   | Михаил Фёдорович                         | г. Санкт-Петербург, Артиллерийский музей                                                                                              |
| Пушка    |                                 |             | 1628              | Григорий Наумов                | Михаил Фёдорович                         | г. Санкт-Петербург, Артиллерийский музей                                                                                              |
| Пищаль   |                                 |             | 1629              | Григорий Наумов                | Михаил Фёдорович                         | г. Санкт-Петербург, Артиллерийский музей                                                                                              |
| Пищаль   | «Дикобраз»                      |             | 1646              |                                | Алексей Михайлович                       | г. Санкт-Петербург, Артиллерийский музей                                                                                              |
| Пищаль   |                                 |             | 1648              | Тимофей и Петр                 | Алексей Михайлович                       | г. Санкт-Петербург, Артиллерийский музей                                                                                              |
| Пищаль   |                                 |             | 1640-е            | Тимофей Феоктистов             | Алексей Михайлович                       | г. Москва, Арсенал Московского кремля                                                                                                 |
| Пищаль   |                                 |             | 1666              | Мартьян Осипов                 | Алексей Михайлович                       | г. Москва, Арсенал Московского кремля                                                                                                 |
| Пушка    |                                 |             | 1666—1671         | Харитон Иванов, Фёдор Кириллов | Алексей Михайлович                       | г. Москва, Арсенал Московского кремля                                                                                                 |
| Мортира  |                                 |             | 1668              | Пантелей Яковлев               | Алексей Михайлович                       | г. Санкт-Петербург, Артиллерийский музей                                                                                              |
| Мортира  |                                 |             | 1669              | Яков Дубина                    | Алексей Михайлович                       | г. Санкт-Петербург, Артиллерийский музей                                                                                              |
| Пушка    |                                 |             | 1671              | Яков Дубина                    | Алексей Михайлович                       | г. Санкт-Петербург, Артиллерийский музей                                                                                              |
| Пушка    |                                 |             | XVII век          |                                |                                          | г. Сергиев Посад, СПГИХМЗ |
| Пищаль   |                                 | XVII век    |                   |                                | г. Сергиев Посад, СПГИХМЗ                | |
| Пищаль   |                                 | XVI век     |                   |                                | г. Сергиев Посад, СПГИХМЗ                | |
| Пищаль   |                                 |             | XVII век          |                                |                                          | г. Суздаль, Владимирская область, Спасо-Евфимиев монастырь                                                                            |
| Пищаль   | «Змеиная голова»                |             | XVII век          |                                |                                          | Железо, ковка, насечка. Из Пафнутиева-Боровского монастыря под Калугой. Орудие находится в музей-заповеднике «Коломенское», г. Москва |
| Пушка    |                                 |             | Конец XVI века    |                                |                                          | г. Москва, ГИМ |
| Пушка    |                                 | XVII век    |                   |                                | г. Москва, ГИМ                           | |
| Пушка    |                                 | XVII век    | Харитон Иванов    |                                | г. Москва, ГИМ                           | |
| Пушка    |                                 | 1658—1670   | Яков Дубина       | Алексей Михайлович             | г. Москва, ГИМ                           | |
| Пушка    |                                 | XVII век    |                   |                                | г. Москва, ГИМ                           | |
| Пушка    |                                 |             | XVII век          |                                |                                          | г. Сергиев Посад, СПГИХМЗ |
| Пушка    |                                 | XVII век    |                   |                                | г. Сергиев Посад, СПГИХМЗ                | |
| Пушка    |                                 | XVII век    |                   |                                | г. Сергиев Посад, СПГИХМЗ                | |
| Пушка    |                                 |             | 1661-1673 гг      | Григорий Вяткин                | Алексей Михаилович                       | г. Санкт-Петербург, Артиллерийский музей                                                                                              |
| Пушка    |                                 |             | 1661-1673 гг      | Ермолай Фёдоров                | Алексей Михаилович                       | г. Санкт-Петербург, Артиллерийский музей                                                                                              |
| Пушка    | «Волк»                          |             | 1679              | Яков Дубина                    | Фёдор III Алексеевич                     | г. Москва, Арсенал Московского кремля                                                                                                 |
| Пушка    |                                 |             | 1676—1697         | Андрей Екимов, Иван Михайлов   | Фёдор Алексеевич, Пётр Великий           | г. Москва, Арсенал Московского кремля                                                                                                 |
| Пищаль   | «Волк»                          |             | 1684              | Яков Дубина                    | Пётр I Алексеевич                        | г. Санкт-Петербург, Артиллерийский музей                                                                                              |
| Пищаль   | «Новый перс»                    |             | 1686              | Мартьян Осипов                 | Пётр I Алексеевич                        | г. Москва, Арсенал Московского кремля                                                                                                 |
| Пушка    | «Гамаюн»                        |             | 1690              | Мартьян Осипов                 | Пётр I Алексеевич                        | г. Москва, Арсенал Московского кремля                                                                                                 |
| Пищаль   | «Орёл»                          |             | 1693              | Мартьян Осипов                 | Пётр I Алексеевич                        | г. Москва, Арсенал Московского кремля                                                                                                 |
| Мортира  |                                 |             | 1698              | Карп Иосифович                 | Пётр I Алексеевич                        | г. Санкт-Петербург, Артиллерийский музей                                                                                              |